# Towarzystwa językowe w Niemczech
Pojęcie towarzystwo językowe ukształtowało się na początku XIX wieku i określa powstałe w XVII wieku  towarzystwa, których głównym zadaniem była dbałość o czystość języka.

## Najbardziej znane niemieckie towarzystwa językowe
XVII wiek
- Fruchtbringende Gesellschaft (Towarzystwo Owocodajne) założone w  1617  roku przez księcia  Ludwiga I von Anhalt-Köthen
- Teutschgesinnte Genossenschaft,  które  w 1643 roku założył Philipp von Zesen
- Pegnesischer Blumenorden, które w  1644 założyli Georg Philipp Harsdörffer i Johann Klaj
- Elbschwanenorden, założone w  1660 przez Johanna Rista

XVIII wiek
- Deutsche Gesellschaft w Lipsku, założone w 1697 roku
- Parnassus Boicus, które w  1722 roku założyli Gelasius Hieber i Eusebius Amort
- Societas incognitorum, założone w  1746 roku przez barona Josepha von Petrasch

Z powyższych towarzystw do dziś istnieje tylko Pegnesischer Blumenorden.
18 stycznia 2007 roku Towarzystwo Owocodane wznowiło działalność pod nazwą „Neue Fruchtbringende Gesellschaft zu Köthen/Anhalt – Vereinigung zur Pflege der deutschen Sprache“

## "Spracharbeit"
Kultywowanie języka niemieckiego było w XVII wieku nazywane pracą nad językiem („Spracharbeit”), od  końca XVIII wieku oczyszczaniem języka („Sprachreinigung”) a od końca XIX  wieku do dzisiaj dbałością o język („Sprachpflege”).
Pod pojęciem "dbałość o język" rozumie się nie tylko siedemnastowieczne starania o wyeliminowanie z  języka  słów obcych. Puryzm odgrywał jednakże ważną  rolę w programie i działalności towarzystw.
Praca nad językiem oznaczała przede wszystkim wspólną refleksję i promowanie własnego języka i literatury, tak aby uczynić je ważnymi w kręgu literatury europejskiej. Służyć temu miały tłumaczenia ważnych obcojęzycznych dzieł na język niemiecki oraz zaduma nad słownictwem, gramatyką, czy teorią poezji.
W wymianie myśli która odbywała się głównie listownie dawano sobie impulsy i wskazówki, poddawano krytyce dzieła, rozważano wspólne literackie i naukowe przedsięwzięcia oraz porozumiewano się w kwestiach wydawniczych. Wynikiem tych starań było ukazanie się poetyk, gramatyk, tłumaczeń oraz pierwszego niemieckiego słownika. Towarzystwa zakładane  były przez mężczyzn i kobiety, pochodzących głównie z kręgów szlacheckich.

## Odbiór i efekty działalności
Towarzystwa językowe były za czasów swojej działalności a także później odbierane w dwojaki sposób. Z jednej strony zaczęto dbać o czystość języka w mowie i piśmie (unikanie słów obcego pochodzenia, dialektyzmów i sformułowań uznawanych za błędne). Towarzystwa miały na uwadze także poprawność rymów w poezji.
Z drugiej strony poezja wydawała się być dla towarzystw tak jak dla majstersingerów czymś wyuczalnym (poetyka normatywna). Tym razem wierzono, że można nauczyć się poezji naśladując wzorce antyczne, ale także francuskie, włoskie, czy holenderskie.
Czasami przesadzano z tępieniem i zniemczaniem obcych słów, co było wyśmiewane przez krytyków np. przez Grimmelshausena. Zaproponowano np. Tageleuchter zamiast Fenster, Jungfernzwinger zamiast Nonnenkloster, Zitterweh zamiast Fieber, Löschhorn zamiast Nase, Meuchelpuffer zamiast Pistole. Wiele  zniemczeń weszło do użycia np. Tagebuch (Diarium), Nachwort (Epilog), Augenblick (Moment), Jahrhundert (Säculum), Sprachlehre (Grammatik), Schaubühne (Theater), Letzter Wille (Testament).
Działalność towarzystw, dyktowana umiłowaniem kultury i patriotyzmem, zyskała szczególne uznanie wtedy, gdy germanistyka hołdowała podobnym celom. Towarzystwa językowe długo uchodziły za wspaniałych przodków założonego w 1885 roku  Allgemeiner Deutscher Sprachverein, które to stowarzyszenie z wdzięcznością się na nie powoływało.